# 수호캐릭터짱!
수호캐릭짱!(しゅごキャラちゃん! 슈고캬라짱![*])은 Peach-Pit의 소녀만화 캐릭캐릭 체인지(しゅごキャラ! 슈고캬라![*])의 공식 파생작품으로 나카요시 2008년 4월호부터 연재되었다. 작화는 나프탈렌 미즈시마.

## 개요
캐릭캐릭 체인지의 나카요시 인기가 급상승하여 간판 작품이 되고 4월호부터 4컷만화가 탄생되었다. 외에 야후재팬키즈에서는 봄방학 특집으로 포켓몬스터와 더불어 4컷만화인 수호캐릭짱!키즈☆(しゅごキャラちゃん!きっず☆ 슈고캬라짱킷즈![*])를 연재했으며 나카요시 7월호에서는 나카요시 작가진들이 바톤 터치를 하는 식으로 그려졌다.
현재 2008년 12월 5일에 단행본 1권이 발매되어있다.

## 단행본
- 1권 - 2008년 12월 5일 발매

## 수호캐릭짱!키즈☆
수호캐릭짱!키즈☆(しゅごキャラちゃん!きっず☆ 슈고캬라짱킷즈![*])는 2008년 봄방학특집과 2008년 크리스마스 특집으로 Yahoo!키즈(일본)에서 공식 연재 만화. 작화는 키노민.
- 간단하게 아무,란,미키,수우,타다세,키세키,이쿠토,요루밖에 안나왔다.

## 수호캐릭짱!축제

### 수호캐릭짱!축제 2008
수호캐릭짱!축제(しゅごキャラちゃん!祭り 슈고캬라짱!마츠리[*])는 나카요시 2008년 7월호에서 나카요시 작가진의 토오야마 에마, 에토 미유키, 아베 유리코, 사쿄가 바톤터치 형식으로 그린 만화. 란,미키,수우가 다른 만화의 세계로 들어가는 내용이다.

#### 바톤순서
- 프롤로그: 나프탈렌 미즈시마 , 일반만화.

간단하게 진행경로를 그리고있다.
- 오가와와 유쾌한 사이토들과 수호캐릭터짱들: 사쿄 , 일반만화. (오가와와 유쾌한 사이토들)

아무와 오카와가 2008년 4월 부록의 나카요시신문에서 친구라는 설정으로 등장해서, 첫 번째로 간 곳이 오오에중학교로 사이토형제들이 란, 미키, 수우와 캐릭터 체인지를 한다는 내용.
- 마히마히군(from'여기에 있어!')with수호캐릭짱!: 토오야마 에마,4컷만화. (여기에 있어!)

다음으로 들판으로 점심을 먹기위해 소풍을 나가는데 그 곳에서 마히마히와 만난다는 이야기. 결국 도망쳐 버린다.
- 지옥소녀×수호캐릭짱!: 에토 미유키 , 일반만화. (지옥소녀)

엔마 아이가 이미지 체인지를 하고싶다는 내용으로, 결국 아무의 조언으로 인해 단발로 잘라버린다는 이야기.
- ~실례하겠습니다~ 완코로베와 수호캐릭짱!: 아베 유리코, 4컷만화. (데굴데굴 완두콩)

완코로베들과 만나 캠프를 한다는 이야기로 후에 아무가 걱정이 되어서 집으로 돌아간다.
- 에필로그: 나프탈렌 미즈시마, 4컷만화&일반만화.

란, 미키, 수우가 집으로 돌아와 놀았던 것을 이야기한다. 이것으로 축제편 끝.

### 봄의 수호캐릭짱!축제
봄의 수호캐릭짱!축제(春のしゅごキャラちゃん!祭り 하루노슈고캬라짱!마츠리[*])는 나카요시 2008년 4월호에서 나카요시 작가진의 아베 유리코,안도 나츠미, 에토 미유키, 키쿠다 미치요가 저번 2008년의 내용과 같이 바톤터치 형식으로 그린 만화. 저번과 같은 란,미키,수우가 다른 만화의 세계로 들어가는 내용이다.

#### 바톤순서
- 프롤로그: 나프탈렌 미즈시마, 일반만화.

간단하게 진행경로를 그리고 있다.
- ~기쁘구나~ 완코로베와 수호캐릭짱!: 아베 유리코, 4컷만화. (데굴데굴 완두콩)

강가에 떠다니던 세 명의 알을 잡는 데에서 시작되었다.
- 수호캐릭짱! in ARISA: 안도 나츠미, 일반만화. (ARISA)

주인공 아리사가 세 명과 캐릭터 체인지를 한다는 내용.
- 신지옥소녀×수호캐릭짱!: 에토 미유키, 일반만화. (지옥소녀)

저번과 같은 이미지 체인지 이야기.
- 요계 내비 루나 with 수호캐릭짱!: 키쿠다 미치요, 일반만화. (요계 내비 루나)

세 명과 주인공 루나가 같이 어울려 노는 내용.
- 에필로그: 나프탈렌 미즈시마 , 4컷만화&일반만화.

란,미키,수우가 집으로 돌아와 놀았던 것을 이야기한다. 이것으로 축제편 끝.